# Villanueva (Bolívar)
Villanueva ist eine Gemeinde (municipio) im Departamento Bolívar im Norden von Kolumbien. Villanueva ist Teil der inoffiziellen Metropolregion Cartagena, der Metropolregion von Cartagena.

## Geographie
Villanueva liegt im Norden von Bolívar in der Subregion Montes de María, 35 km von Cartagena entfernt. An die Gemeinde grenzen im Norden Clemencia, Santa Catalina sowie Repelón im Departamento del Atlántico, im Osten San Estanislao, im Süden Turbaco und im Westen Santa Rosa.

## Demographie
Die Gemeinde Villanueva hat 20.624 Einwohner, von denen 19.206 im städtischen Teil (cabecera municipal) der Gemeinde leben. In der Metropolregion leben 1.382.015 Menschen (Stand 2019).

## Geschichte
Villanueva wurde 1770 von Indigenen etwa fünf Kilometer vom Hügel La Vieja entfernt gegründet. Zwei Jahre später wurde die Gründung von Antonio de la Torre y Miranda wiederholt. Die Wirtschaft funktionierte zunächst nach dem Encomienda-System.

## Wirtschaft
Die wichtigsten Wirtschaftszweige von Villanueva sind Landwirtschaft (Mais und Maniok) und Tierhaltung.